# 岩室站
岩室站（日语：／ Iwamuro eki */?）是位於新潟縣新潟市西蒲區和納一丁目14番1號，東日本旅客鐵道（JR東日本）的越後線車站。

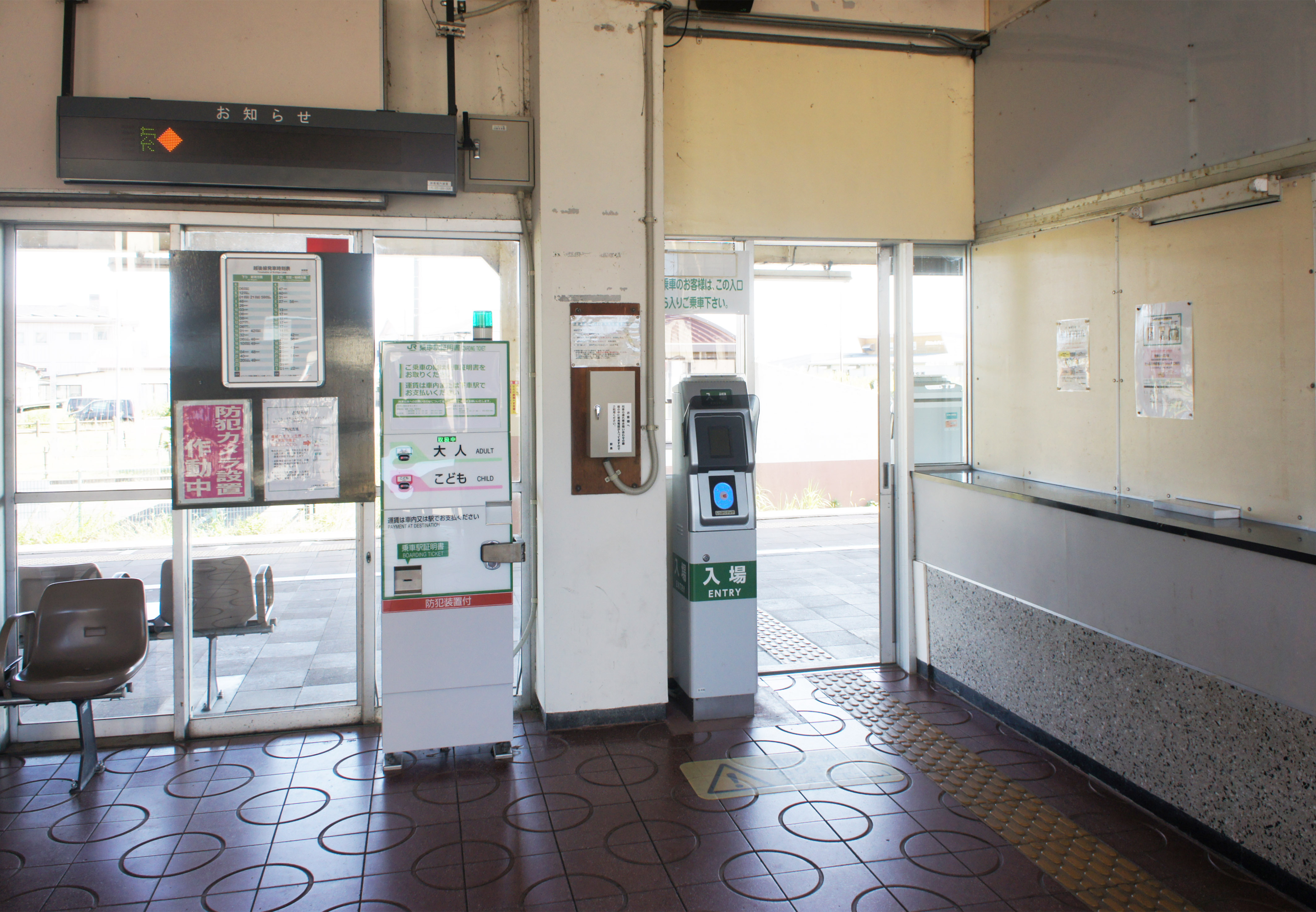
檢票口（2021年9月）

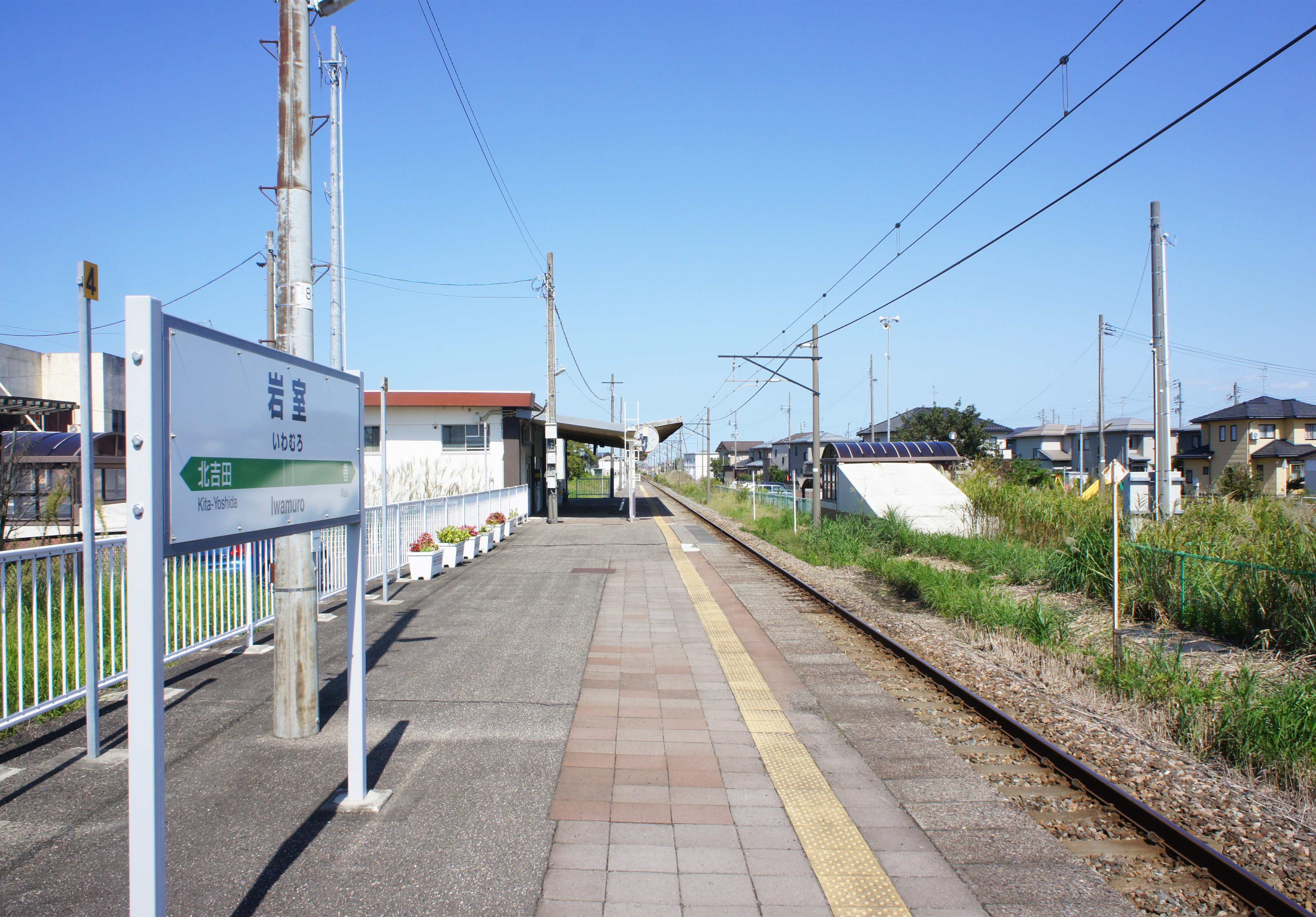
月台（2021年9月）

## 歷史
- 1912年（大正元年）8月25日：越後鐵道 白山至吉田之間開通，此站啟用。當時車站名稱為和納站（日语：／）[1]。
- 1927年（昭和2年）10月1日：越後鉄道被國有化，柏崎至白山之間全線隸屬國鐵越後線（後來白山至新潟也編入至越後線）。
- 1965年（昭和40年）12月25日：車站改名為岩室站，車站大樓也開始進行翻新[1]。
- 1973年（昭和48年）1月1日：結束貨物起卸業務。
- 1987年（昭和62年）4月1日：伴隨國鐵分割民營化，車站由東日本旅客鐵道（JR東日本）營運。
- 2006年（平成18年）1月21日：此站可使用IC卡「Suica」（新潟都市圈範圍）。
- 2007年（平成19年）3月31日：成為無人車站[1]。

## 車站構造
車站是一座地面車站，設有1面1線的單式月台。此站曾經設有2面2線的相對式月台，在1981年非電氣化時代把列車交會設備撤走。電氣化後該廢止月台還存在，直至1990年代撤走。
此站是由燕三條站管理的無人車站，曾經此站為一座業務委託車站、簡易委託車站。閘口設有簡易Suica閘機（入閘和出閘各1台）。在車站大樓內曾經設有簡易型自動售票機（不可使用Suica。在2019年撤走，變為設置乘車站證明書發行機。）。現時車站大樓設有自動販賣機和廁所（車站大樓正面左邊）。
位於閘口旁設有售票櫃臺，於無人車站後關閉該櫃臺，並成為了將貼海報的空間。而車站大樓內曾經設有Kiosk。
曾經車站東邊的乘客需要繞過車站附近的平交道才可到達車站入口。在1991年9月，岩室村立和納小學（當時）遷移至車站東邊，同時在1990年代起東邊開始開發住宅區，使使用人次增加。為了方便和納小學的學生和車站使用者，建設了行人隧道橫跨路軌。

## 使用狀況
以下為近年乘車人次變化列表。由於此站為無人車站，因此不能夠準確計算售票量，在2011年度（平成23年度）以後不再發表乘車人次數據。
| 乘車人次變化       | 乘車人次變化                 | 乘車人次變化                 | 乘車人次變化 |
| 年度               | 1日平均乘車人次 （單位：人） | 1年總乘車人次 （單位：千人） | 出典         |
| ------------------ | ---------------------------- | ---------------------------- | ------------ |
| 2000年（平成12年） | 618                          |                              | [ 3 ]        |
| 2001年（平成13年） | 593                          |                              | [ 4 ]        |
| 2002年（平成14年） | 573                          |                              | [ 5 ]        |
| 2003年（平成15年） | 578                          |                              | [ 6 ]        |
| 2004年（平成16年） | 582                          |                              | [ 7 ]        |
| 2005年（平成17年） | 597                          |                              | [ 8 ]        |
| 2006年（平成18年） | 576                          |                              | [ 9 ]        |
| 2007年（平成19年） |                              | 198                          | [ 10 ]       |
| 2008年（平成20年） |                              | 203                          | [ 10 ]       |
| 2009年（平成21年） |                              | 205                          | [ 10 ]       |
| 2010年（平成22年） |                              | 199                          | [ 10 ]       |

## 車站周邊

### 站前（西邊）
- 新潟縣道533號岩室停車場線（日语：新潟県道533号岩室停車場線）
- 新潟縣道374號五千石卷新潟線（日语：新潟県道374号五千石巻新潟線）
- 新潟縣道55號新潟五泉間瀨線（日语：新潟県道55号新潟五泉間瀬線）
- 和納郵局
- 末廣製菓（日语：末広製菓） 總部工場
- 新潟市西蒲區公所 岩室出張所
- 新潟市立岩室中學
- 岩室溫泉（日语：岩室温泉） 轉乘巴士、的士約10分鐘

### 站後方（東邊）
- 新潟市立和納小學
- 西蒲警署（日语：西蒲警察署） 和納駐在所
- 國道116號（日语：国道116号）

## 巴士路線

巴士路線圖。此站前設有黃色路線。有關時間表可參見西觀光巴士：巴士路線 。

在站前設有西觀光巴士岩室站前巴士站。
- 岩室站前
  - 前往岩室（岩室溫泉）、間瀨
  - 經赤鏥西　前往卷站前

## 相鄰車站
東日本旅客鐵道（JR東日本）
■越後線
北吉田－岩室－卷

## 注腳
1. 1 2 3 4 5 6 7 8 9 10  . 週刊朝日百科. 21号 新潟駅・弥彦駅・津南駅ほか. 朝日新聞出版. 2012-12-30: 22 （日语）.
2. ↑  宮脇俊三、原田勝正編著『国鉄全線各駅停車⑥』中央・上信越440駅、小學館、1983年。ISBN 4-09-395106-3。
3. ↑  . 東日本旅客鉄道.   [2019-04-08]. （原始内容存档于2019-04-02） （日语）.
4. ↑  . 東日本旅客鉄道.   [2019-04-08]. （原始内容存档于2019-02-22） （日语）.
5. ↑  . 東日本旅客鉄道.   [2019-04-08]. （原始内容存档于2019-04-02） （日语）.
6. ↑  . 東日本旅客鉄道.   [2019-04-08]. （原始内容存档于2019-03-27） （日语）.
7. ↑  . 東日本旅客鉄道.   [2019-04-08]. （原始内容存档于2019-02-23） （日语）.
8. ↑  . 東日本旅客鉄道.   [2019-04-08]. （原始内容存档于2019-04-02） （日语）.
9. ↑  . 東日本旅客鉄道.   [2019-04-08]. （原始内容存档于2019-04-02） （日语）.
10. ↑   (PDF). 平成23年度統計書. 新潟市. 2012-03  [2019-02-25]. （原始内容 (PDF)存档于2019-02-25） （日语）. 外部链接存在于|work= (帮助)

## 外部連結
- 車站資訊（岩室）：東日本旅客鐵道（日語）